# Joseph A. Ryan
Joseph A. Ryan (* um 1970) ist ein Generalleutnant der United States Army. Er war unter anderem Kommandeur der 25. Infanteriedivision.

## Leben
Ryan wuchs in Pearl River im Bundesstaat New York auf. In den Jahren 1988 bis 1992 durchlief er die United States Military Academy in West Point. Nach seiner Graduation wurde er in das Offizierskorps des US-Heeres aufgenommen. In der Armee durchlief er anschließend alle Offiziersränge vom Leutnant bis zum Zwei-Sterne-General.
Im Lauf seiner militärischen Karriere absolvierte Ryan verschiedene Kurse und Schulungen. Dazu gehörten unter anderem das Command and General Staff College in Fort Leavenworth in Kansas und das United States Army War College in Carlisle in Pennsylvania. Außerdem erhielt er einen akademischen Grad von der Webster University in Webster Groves in Missouri. Er wurde auch zum Fallschirmspringer ausgebildet.
Ryan begann seine militärische Laufbahn als Fallschirmspringer im 505. Fallschirmjägerregiment das der 82. Luftlandedivision unterstand. In der Folge absolvierte er den für Offiziere in den entsprechenden Rangstufen üblichen Dienst in unterschiedlichen Einheiten und Standorten. Dazu gehörten auch Aufgaben als Stabsoffizier in verschiedenen Hauptquartieren. Dabei diente er unter anderem bei der 101. Luftlandedivision und beim 75. Rangers Regiment. Er war im Irakkrieg und im Krieg in Afghanistan eingesetzt. Ab Juni 2014 kommandierte er die 2. Brigade der 82. Luftlandedivision.
Zwischen August 2018 und Juli 2019 leitete Ryan die Stabsabteilung G4 für Logistik und Nachschub der 4. Infanteriedivision in Fort Carson in Colorado. Am 2. Mai 2019 erreichte er mit seiner Beförderung zum Brigadegeneral die Generalsränge. Im August 2019 wurde er Stabschef des XVIII. Luftlandekorps das in Fort Bragg in North Carolina sein Hauptquartier hat. Dieses Amt hatte er bis zum Februar 2021 inne. Daran schloss sich eine fünf Monate währende Versetzung nach Afghanistan an, wo er Leiter der Stabsabteilung für Operationen der von der NATO geleiteten Resolute Support Mission war. Gleichzeitig leitete er auch die Stabsabteilung für Operationen der amerikanischen Streitkräfte in Afghanistan. Diese Aufgabe nahm er zwischen Februar und Juni 2021 wahr.
Im Juli 2021 wurde Joseph Ryan nach Hawaii versetzt wo er als Nachfolger von James B. Jarrard das Kommando über die 25. Infanteriedivision übernahm und bis zum August 2023 behielt. In diese Zeit fiel am 2. September 2021 seine Beförderung zum Generalmajor. Nach dem Ende seiner Zeit als Divisionskommandeur wurde Ryan nach Washington, D.C. zum Heeresministerium versetzt, wo er bis zum Juli 2024 in dessen kombinierter Stabsabteilung G3/5/7 tätig war. Anschließend übernahm er unter Beförderung zum Generalleutnant die Leitung dieser Stabsabteilung. 